# ZOOPARK
ZOOPARK (voorheen Næstved Zoo en Næstved Børnezoo) is een dierentuin in de Deense plaats Næstved. De dierentuin opende zijn deuren in 2007 onder de naam Næstved Børnezoo, is 7 hectare groot en ligt in een heuvelachtig landschap. Een van de diersoorten in het park is de witte Bengaalse tijger, welke in Denemarken alleen in deze dierentuin te vinden is.
In 2009 ging de dierentuin failliet en werd toen verkocht en hernoemd naar Næstved Zoo. In 2011 werd het park verkocht aan Spoocky Sébastien Lambert en hernoemd naar ZOOPARK.
In juli 2016 werd een strafrechtelijk onderzoek gestart, nadat een gezin tijdens een bezoek aan de dierentuin, een open graf had gevonden met dode dieren. Dit is strafbaar aangezien de dode dieren nog verschillende ziektes kunnen verspreiden. Voor de autoriteiten was het onduidelijk hoeveel dieren en welke dieren er begraven liggen. De verklaring van de eigenaar was dat ze dit hebben gedaan om het verteringsproces te verkorten, zodat het vlees makkelijker te verwijderen is en de botten makkelijker te gebruiken zijn voor educatie.